# Argas delanoei
Argas delanoei är en fästingart som beskrevs av Émile Roubaud och Jacques Colas-Belcour 1931.
Argas delanoei ingår i släktet Argas och familjen mjuka fästingar. Artens utbredningsområde är Marocko. Inga underarter finns listade i Catalogue of Life.